# Zethlingen
Zethlingen este o comună din landul Saxonia-Anhalt, Germania.